# Ballus clathratus
Ballus clathratus är en spindelart som beskrevs av Simon 1901. Ballus clathratus ingår i släktet Ballus och familjen hoppspindlar. Inga underarter finns listade.